# Jozef Haľko

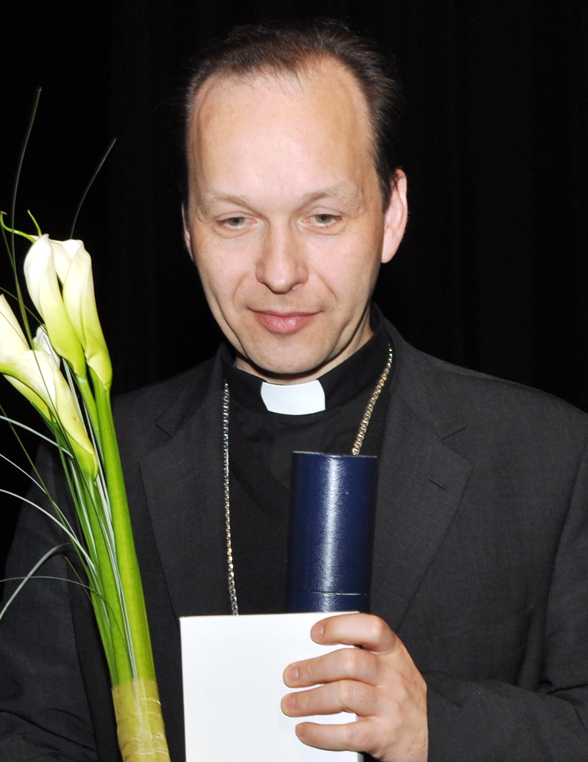
Jozef Haľko

Wappen

Jozef Haľko (* 10. Mai 1964 in Bratislava) ist ein slowakischer römisch-katholischer Geistlicher und Weihbischof in Bratislava.

## Leben
Haľko wurde am 10. Mai 1964 in Bratislava geboren. Mütterlicherseits entstammte er ein alteingesessenen Preßburger Familie. Sein Großvater väterlicherseits war Jozef Haľko d. Ä., welcher der erste griechisch-katholische Priester in Bratislava war.
Nach dem Besuch des Gymnasiums in seiner Geburtsstadt studierte an der Hochschule für Ökonomie (Vysoká škola ekonomická) in Bratislava. Danach wollte er Theologie studieren, wurde jedoch zum Studium nicht zugelassen (es war die Zeit der „Volksdemokratie“ in der damaligen Tschechoslowakei). Deshalb fand er eine Anstellung als Arbeiter bei den Städtischen Wasserwerken. Erst nach der politischen Wende und der „Samtenen Revolution“ konnte er im Jahre 1990 mit dem Theologiestudium beginnen, das er an der Päpstlichen Santa Croce Universität in Rom abschloss.
Haľko empfing am 4. Juli 1994 durch den späteren Erzbischof von Trnava Jan Sokol die Priesterweihe. Im Oktober 1997 wurde er zum Kaplan beim Dom zu St. Martin in Bratislava ernannt. Pastoral betreute er die in der Stadt lebenden ungarischen Katholiken. In der Blumenthaler Kirche zelebrierte er regelmäßig Heilige Messen in ungarischer Sprache. Im Jahre 2000 legte er seine Dissertation über Kirchengeschichte vor und wurde zum Doktor der Theologie promoviert.
Haľko betätigte sich auch als Historiker seiner Vaterstadt. In den Jahren 2009 und 2010 war er als Koordinator einer Kommission tätig, die sich mit der Ergründung des Untergrundes des St. Martinsdoms in Bratislava beschäftigte. Bei der Untersuchung der einzelnen Bischofsgräber konnte er das Grab des Erzbischofs Péter Pázmany eindeutig identifizieren. Aufgrund der Ergebnisse dieser Untersuchungen ernannte ihm der damalige Präsident der Slowakischen Republik, Ivan Gašparovič am 16. November 2013 zum Professor für katholische Theologie an der Comenius-Universität.
Papst Benedikt XVI. ernannte ihn am 31. Januar 2012 zum Weihbischof in Bratislava und Titularbischof von Serra. Der Erzbischof von Bratislava, Stanislav Zvolenský, spendete ihm am 17. März desselben Jahres die Bischofsweihe; Mitkonsekratoren waren Jozef Tomko, emeritierter Kardinalpräfekt der Kongregation für die Evangelisierung der Völker und Präsident des Päpstlichen Komitees für die Eucharistischen Weltkongresse, und Erzbischof Mario Giordana, Apostolischer Nuntius in der Slowakei. Als Wahlspruch wählte er Resurrexit.
Haľko ist in der Slowakischen Bischofskonferenz für die Reisenden und Migranten sowie für die Slowaken im Ausland zuständig.

## Schriften (Auswahl)
- Jozef Haľko: Dejiny lurdskej jaskyne na Hlbokej ceste v Bratislave, (slowakisch; dt. „Die Geschichte der Lourdes-Grotte am Tiefen Weg in Bratislava“), LÚČ, Bratislava 2005, ISBN 80-7114-510-6  (slowakisch, jedoch auch in ungarischer Übersetzung erschienen)
- Jozef Haľko: Modrý kostol: Dejiny Kostola sv. Alžbety v Bratislave, (dt. „Die Geschichte der Blauen Kirche in Bratislava“) LÚČ, Bratislava 2006, ISBN 80-7114-590-4 (slowakisch)
- Jozef Haľko, Št. Komorný: Dóm - Katedrála sv. Martina v Bratislave, (slowakisch; dt.: „Dom – Die Kathedrale des Hl. Martin in Bratislava“), LÚČ, Bratislava, 2010, ISBN 978-80-7114-805-0